# Thomas Bickel
Thomas Bickel (Aarberg, Bern kanton, 1963. október 6. –) svájci válogatott labdarúgó.
A svájci válogatott tagjaként részt vett az 1994-es világbajnokságon.

## Statisztika
| Svájci válogatott | Svájci válogatott | Svájci válogatott |
| Időszak           | Mérk.             | gól               |
| ----------------- | ----------------- | ----------------- |
| 1986              | 5                 | 1                 |
| 1987              | 6                 | 0                 |
| 1988              | 5                 | 0                 |
| 1989              | 1                 | 0                 |
| 1990              | 4                 | 1                 |
| 1991              | 7                 | 0                 |
| 1992              | 5                 | 1                 |
| 1993              | 3                 | 0                 |
| 1994              | 11                | 2                 |
| 1995              | 5                 | 0                 |
| Összesen          | 52                | 5                 |